# Metabolismo totale
Il metabolismo totale è la somma del metabolismo basale ed il surplus di consumi calorici legati all'attività dell'organismo durante la giornata. Rappresenta quindi il dispendio energetico totale di un individuo.

## Descrizione
I principali fattori che influenzano generalmente il metabolismo totale sono:
- Metabolismo basale (MB)
- Termogenesi da attività non attribuibile all'esercizio fisico (NEAT)
- Termogenesi da attività fisica (EAT)
- Dipendio energetico in eccesso post-allenamento (EPOC o EPEE)
- Termogenesi alimentare (TID o ADS)
- Termogenesi indotta dall'acqua (TIA)
- Termogenesi indotta dal freddo (TIF)

Comunque stabilire con precisione i fabbisogni energetici risulta difficile, poiché queste considerazioni possono rivelarsi come stime approssimative. È un concetto meno utilizzato rispetto al metabolismo basale, ma che dovrebbe venire sostituito in molti contesti in cui viene erroneamente considerato il metabolismo basale influenzabile da fattori esterni all'attività vegetativa e vitale. Infatti spesso alcuni autori sostengono che l'attività, la temperatura esterna, lo stato psichico, lo stato di salute, o l'alimentazione/digestione, influiscano sul metabolismo basale, quando realmente questi fattori influiscono sul metabolismo totale. 
Il metabolismo basale rappresenta il minimo dispendio energetico necessario a mantenere le funzioni vitali e lo stato di veglia. È per definizione la quantità di energia impiegata in condizioni di neutralità termica, dal soggetto sveglio, in stato di rilassatezza psicofisica, a digiuno da almeno 12 ore. Qualsiasi stimolo esterno a questa condizione che causa alterazioni metaboliche e un ulteriore dispendio calorico, non può essere considerato incluso nel metabolismo basale, ma in quello totale. In sostanza, molti degli stimoli che realmente influenzano il metabolismo totale, spesso vengono considerati come influenti su quello basale.